# Dichotomius micans
Dichotomius micans är en skalbaggsart som beskrevs av Luederwaldt 1924. Dichotomius micans ingår i släktet Dichotomius och familjen bladhorningar. Inga underarter finns listade i Catalogue of Life.